# Ghiacciaio Warr
Il ghiacciaio Warr (in inglese Warr Glacier) è un ampio ghiacciaio situato sull'isola Thurston, al largo della costa di Eights, nella Terra di Ellsworth, in Antartide. Il ghiacciaio, il cui punto più alto si trova a circa 330 m s.l.m., fluisce verso nord fino ad entrare nel ramo sud-occidentale dell'insenatura di Murphy, nella zona settentrionale dell'isola.

## Storia
Il ghiacciaio Warr è stato così battezzato dal Comitato consultivo dei nomi antartici in onore di William Warr, meccanico del Gruppo Orientale dell'Operazione Highjump, nel 1946-47. Il 30 dicembre 1946, Warr e altri cinque sopravvissero allo schianto dell'idropattugliatore PBM Mariner a bordo del quale stavano compiendo una missione di ricognizione avvenuto nei pressi della penisola Noville. I sei sopravvissuti furono recuperati il 12 gennaio 1947 sul monte Howell, nella penisola Ball.